# 엘드라이브
《엘드라이브》(élDLIVE)는 아마노 아키라가 슈에이샤의 점프 라이브에서 연재하기 시작해 2014년 9월에 소년 점프 플러스에 이적해 2018년 11월 5일까지 연재되었다.
TV 애니메이션화는 2017년 1월부터 3월까지 방영되었다.